# 厄爾布魯士斯基
厄尔布鲁士斯基（羅馬化：Elʹbrusskiy），旧称波利亚纳（Поляна），是俄罗斯卡拉恰伊-切尔克斯共和国的市级镇，属共和国辖市卡拉恰耶夫斯克市，位于库班河畔，在卡拉恰耶夫斯克东南、共和国首府切尔克斯克南偏东方。
该地2021年人口有270人；2010年人口320；2002年人口242；1989年人口328。